# Hochstetter Feld
Das Hochstetter Feld ist ein vom Regierungspräsidium Freiburg am 15. Januar 1985 durch Verordnung ausgewiesenes Naturschutzgebiet auf dem Gebiet der Stadt Breisach am Rhein im Landkreis Breisgau-Hochschwarzwald.

## Lage
Das Hochstetter Feld liegt östlich der Stadt Breisach und etwa einen Kilometer nördlich des Stadtteils Hochstetten im Naturraum Markgräfler Rheinebene. Das Naturschutzgebiet ist Teil des FFH-Gebiets Markgräfler Rheinebene von Neuenburg bis Breisach.

## Landschaftscharakter
Das etwa 6,2 ha große Naturschutzgebiet liegt inmitten einer intensiv genutzten Kulturlandschaft. Es zeichnet sich durch eine hohe Anzahl verschiedener Sekundärbiotope aus, die aus einer ehemaligen Kiesgrube entstanden sind. Wertgebende Strukturen sind vor allem Stillgewässer mit Schwimmblattvegetation, Sukzessionsgehölze und kleinere offenen Flächen mit Vorkommen von Magerkeitszeigern. Im Gebiet wurde auch der Körnerbock nachgewiesen.

## Schutzzweck
Wesentlicher Schutzzweck ist laut Schutzgebietsverordnung „die Erhaltung einer ehemaligen Kiesgrube als Lebensraum für eine außerordentlich vielfältige Pflanzen - und Tierwelt, insbesondere einer artenreichen Vogel - Fauna mit zahlreichen, vom Rückgang oder Aussterben bedrohten Arten.“